# Ergün Penbe
Ergun Penbe (Zonguldak, 17 de maio de 1972) é um ex-futebolista turco, que alem de ter participação na Copa do Mundo de 2002, pela Seleção Turca, jogou no Galatasaray da Turquia, atualmente é treinador.

## Carreira
Ergun integrou a Seleção Turca de Futebol na Eurocopa de 2000 e na Copa do Mundo FIFA de 2002.

## Títulos
Galatasaray
- Copa da Turquia: 1995—96, 1998—99, 1999—00 e 2004—05
- Campeonato Turco: 1996—97, 1997—98, 1998—99, 1999—00, 2001—02 e 2005—06
- Copa da UEFA: 1999—00
- Supercopa da UEFA: 2000

Seleção Turca
- Copa do Mundo de Futebol de 2002: 3º Lugar
- Copa das Confederações de 2003: 3º Lugar